# 존 기블린

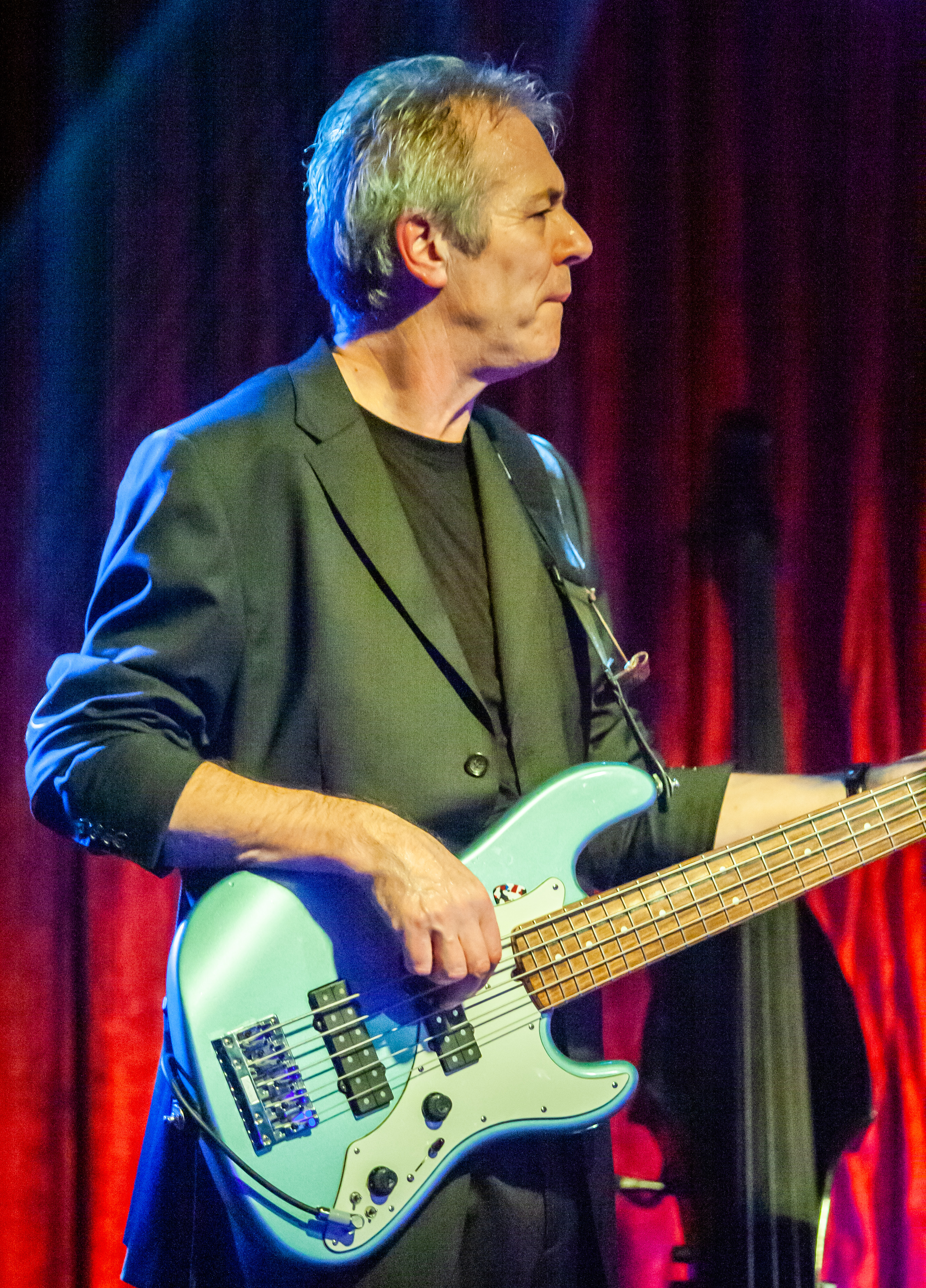
2007년의 모습

존 기블린(John Giblin, 1952년 2월 26일 ~ 2023년 5월 14일)는 영국의 베이스 연주자로, 재즈, 클래식 음악, 록, 포크, 아방가르드 음악 등 다양한 장르에 걸쳐 어쿠스틱 베이스 및 전기 베이스를 연주하였다.

## 경력
기블린은 스튜디오에서 주로 연주하는 음악가로서 영화 스코어나 현대 클래식 음악을 연주하기도 했지만, 피터 가브리엘, 존 마틴, 엘키 브룩스, 애니 레녹스, 맨프레드 맨스 어스 밴드, 필 콜린스, 엠파이어, 피시, 심플 마인즈 등과 함께 라이브 혹은 녹음을 하기도 했으며, 케이트 부시, 예스의 존 앤더슨, 브랜드 X. 스콧 워커 등과 가까이 지냈다.
말년에 기블린은 어쿠스틱 베이스 기타에 더욱 관심을 보이면서 웨더 리포트의 피터 어스킨, 토니 윌리엄스 라이프타임의 피아니스트 알란 파스카 등과 프로젝트를 함께 했다.

## 사망
기블린은 2023년 5월 14일 71세의 나이에 패혈증으로 사망하였다. 사망 이후 부시는 추모의 성명을 남겼다.

## 참여
각주:
- 브랜드 X (《Product》 및 《Do They Hurt?》
- 에릭 클랩튼, 스팅, 마크 노플러, 필 콜린스 (《Music for Montserrat》 라이브)
- 피터 가브리엘 (《Birdy》 및 《Peter Gabriel III》)
- 크리스 드 버그 (〈The Lady in Red〉)
- 츠치야 마사미 (《Mod' Fish》, 《Forest People》)
- 케이트 부시 (《50 Words for Snow》, 《Aerial》, 〈Babooshka〉, 《Never for Ever》, 《The Sensual World》, 《The Red Shoes》, Before The Dawn 콘서트)
- 필 콜린스 (〈In the Air Tonight〉, 〈You Can't Hurry Love〉, 《Face Value》, 《Hello》, 《I Must be Going》)
- 스콧 워커 (《Tilt》)
- 알 그린
- 엠파이ㅓ 위드 피터 뱅크스
- 던컨 브라운
- 조앤 아머트레이딩
- 존 레논 (〈Grow Old with Me〉)
- 주디 주크
- 애니 레녹스
- 로버타 플랙
- 폴 매카트니
- 에벌리 브라더스
- 조지 마틴
- 제리 래퍼티
- 휴 마세켈라
- 메이비스 스테이플스
- 심플 마인즈
- 조 앤더슨
- 맨프레드 맨스 어스 밴드
- 존 마틴
- 리처드 애시크로프트
- 프랑코 바티아토
- 사로 코센티노
- 에로스 라마조티
- 클라우디오 발리오니
- 마놀로 가르시아
- 피시
- 알란 파슨스
- 엘키 브룩스
- 웬델 (델) 리처드슨